# Tarzan and the Four O'Clock Army
Tarzan and the Four O'Clock Army é um filme norte-americano de 1968, do gênero aventura, dirigido por Alex Nicol e estrelado por Ron Ely e Manuel Padilla Jr..
Entre 1966 e 1968, a NBC exibiu a série de TV Tarzan, criada por Sy Weintraub e produzida por Steve Shagan, entre outros.
Tarzan and the Four O'Clock Army, tal como exibido nos cinemas, é a fusão das duas partes do episódio da segunda temporada The Four O'Clock Army. Essas duas partes foram levadas ao ar pela NBC em 01 de março e 08 de março de 1968, respectivamente.

## Sinopse
Tarzan luta contra criminosos, que atacam aldeias e aprisionam os nativos para vendê-los como escravos.

## Elenco
| Ator/Atriz      | Personagem        |
| --------------- | ----------------- |
| Ron Ely         | Tarzan            |
| Maurice Evans   | Sir Basil Bertram |
| Julie Harris    | Charity Jones     |
| Maurice Edwards | Samuel            |
| Bruce Gordon    | Moussa            |
| Bernie Hamilton | Chaka             |
| Phil Posner     | Hassan            |